# Bernd Müller (Journalist)
Bernd Müller (* 6. Juli 1940 in Düsseldorf; † 28. September 2018 in Neuss) war ein deutscher Journalist.
Bis zu seiner Pensionierung 2007 arbeitete er hauptberuflich für den Westdeutschen Rundfunk Köln. Er gilt als Vater des heimatkundlichen Formats „Wunderschönes NRW“, das in veränderter Form unter dem Namen „Wunderschön!“ bis heute im Fernsehprogramm des WDR ausgestrahlt wird und inzwischen auch Orte und Regionen außerhalb von NRW porträtiert.
16 Jahre lang, von 1988 bis 2003, moderierter er die Sendung „mittwochs live“.
Bernd Müller ist Autor des Buches „Wunderschönes NRW: Mit dem Bugatti auf Entdeckungsreise“ (ISBN 978-3-87706-860-1).